# Arboretum Koutiala
L'arboretum Koutiala est un parc public situé à Alençon, à la limite de Saint-Germain-du-Corbéis. Ouvert en 1997, il offre des collections de végétaux de milieux humides et de petits coins de repos. D'une superficie de plus de cinq hectares il est un des plus grands espaces verts des Alençonnais.

## Situation
L'arboretum Koutiala est situé à la limite de Saint-Germain-du-Corbéis. Il est bordé par la Sarthe ainsie que le Boulevard Koutiala dont le nom provient du jumelage depuis le 26 septembre 1970 entre la ville d'Alençon et la ville de Koutiala, au Mali.
Il est desservi par les transports urbains de la communauté urbaine d'Alençon, ligne 3 dont l'arrêt le plus proche se nomme belle charpente.
Le parc peut être visité tous les jours de l’année, il n'est pas fermé la nuit.

## Collections
Peuplier, saule, frêne, copalme d'Amérique, tulipier, aulne et chêne.